# Conférence de Berlin (1954)
Pour les articles homonymes, voir Conférence de Berlin (homonymie).
La conférence de Berlin de 1954 est une réunion du Conseil des Quatre ministres des Affaires étrangères des États-Unis (John Foster Dulles), du Royaume-Uni (Anthony Eden), de la France (Georges Bidault) et de l'Union soviétique (Vyacheslav Molotov), se tenant du 25 janvier au 18 février 1954. 
Les ministres sont convenus de convoquer une conférence internationale plus large pour discuter d'un règlement à la récente guerre de Corée et à la guerre d'Indochine en cours entre la France et le Việt Minh, sans parvenir à un accord sur les questions de sécurité européenne et sur le statut international de l'Allemagne et de l'Autriche, sous occupation des quatre puissances après la Seconde Guerre mondiale[source insuffisante]. 
La réunion de Berlin est l'un des premiers fruits de la première période de détente ou de "dégel" américano-soviétique pendant la guerre froide. Peu de progrès ont été accomplis, sauf avec l'Autriche, dont les Soviétiques acceptent de se retirer si elle devient neutre. La conférence de Genève qui suit doit aboutir à une paix provisoire en Indochine et au retrait de la France du Viêt Nam, même si la paix officielle en Corée demeure difficile à atteindre. La conférence de Berlin a pour effet, entre autres, d'empêcher les dirigeants de parvenir à un accord. 